# Maybe (Valentina Monetta-dal)
A Maybe (magyarul: Talán) egy dal, amely San Marinót képviselte a 2014-es Eurovíziós Dalfesztiválon. A dalt a san marinói Valentina Monetta adta angol nyelven Koppenhágában. Az énekesnőnek ez volt sorozatban a harmadik szereplése, ugyanis az előző két évben is ő képviselte a törpeállamot.
A dalt 2014. március 14-én mutatta be a san marinói műsorsugárzó.
A dalt Koppenhágában először a május 6-i első elődöntőben adták elő, fellépési sorrendben tizenkettedikként a moldáv Cristina Scarlat Wild Soul című dala után, és a portugál Suzy Quero ser tua című dala előtt.
A május 10-én rendezett döntőben fellépési sorrendben huszonötödikként adják elő a holland The Common Linnets Calm After the Storm című dala után, és a brit Molly Smitten-Downes Children of the Universe című dala előtt. A szavazás során 14 pontot szerzett, ami a 24. helyet jelentette a huszonhat fős mezőnyben, ez San Marino eddigi legjobb eredménye a dalfesztivál történetében.

## Külső hivatkozások
- Dalszöveg
- A dal első próbája a koppenhágai arénában
- A dal második próbája a koppenhágai arénában
- A dal előadása az Eurovíziós Dalfesztivál első elődöntőjében